# Estatuto de Autonomía de la Comunidad Valenciana de 2006
El Estatuto de Autonomía de la Comunidad Valenciana es la norma institucional básica de Comunidad Valenciana que las Cortes Generales de España han aprobado en 1982 y 2006 para otorgar la autonomía y fijar los márgenes del autogobierno de este territorio. El Estatuto de autonomía de 2006 fue aprobado por las Cortes Generales y posteriormente por las Cortes Valencianas.
Incluye, entre otros aspectos, el sistema institucional en que se organiza la Generalidad Valenciana, las competencias que le corresponden y su tipología, derechos y deberes de los ciudadanos, el régimen lingüístico, las relaciones institucionales de la Generalidad, etc. El poder legislativo lo encarna las Cortes Valencianas, mientras que el ejecutivo lo encarga el Consejo.

## Antecedentes

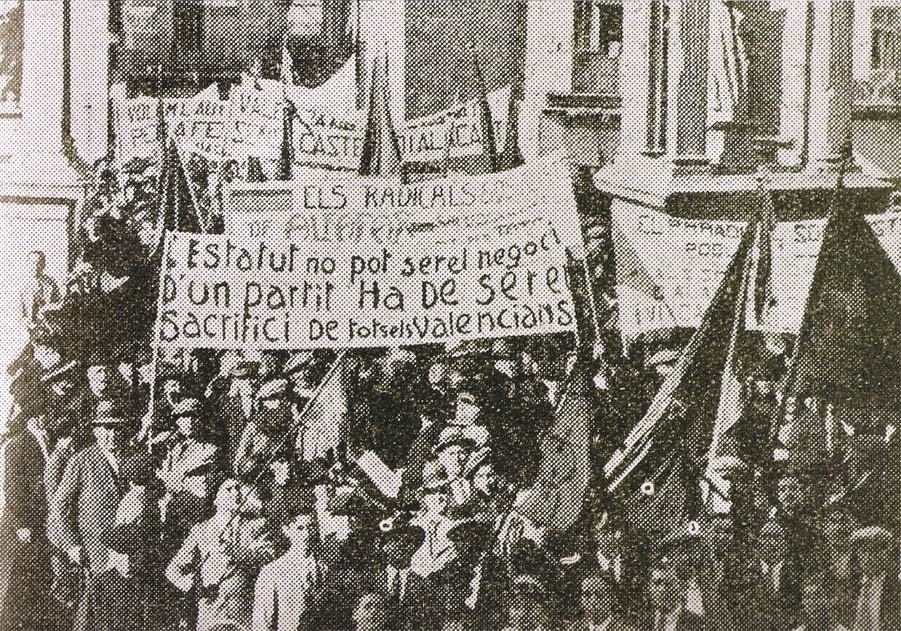
Manifestación autonomista de Alzira.

Con anterioridad, en la década de 1930, durante la Segunda República Española, se realizaron y propusieron diversos proyectos de estatuto autonómico a cargo de distintas formaciones políticas y sociales (Partido Radical Blasquista, julio de 1931; CNT, diciembre de 1936; Esquerra Valenciana, febrero de 1937 y Unión Republicana Nacional, marzo de 1937) ninguno de los cuales sin embargo conseguiría salir adelante, abortándose todo esfuerzo autonomista tras la toma en 1939 de la región por el ejército sublevado contra la República, hasta la restauración democrática de finales de la década de 1970.
El Estatuto de Autonomía de 1982 fue la primera vez, desde la abolición de los Fueros de Valencia con los decretos de Nueva Planta (1707), que la Comunidad Valenciana tenía una cierta capacidad de autogobierno. El estatuto fue por primera vez aprobado por la Ley Orgánica 5/1982, de 1º de julio, de Estatuto de Autonomía de la Comunidad Valenciana [DOGV núm. 74, de 15 de julio].

## El estatuto del 2006
En mayo de 2005, se debatió en las Cortes Valencianas un nuevo estatuto.
La Comunidad Valenciana fue la primera en presentar una reforma de su estatuto de autonomía ante el Congreso de los Diputados en el marco de la segunda oleada de reformas de estatutos autonomía abierta con la llegada al poder del Partido Socialista Obrero Español tras las elecciones de 2004. La reforma sería aprobada en las Cortes Valencianas por 83 votos a favor (PPCV y PSPV-PSOE) y 6 votos en contra (Entesa) el 1 de julio de 2005 con un texto pactado previamente entre el PPCV y PSPV-PSOE.
No obstante, durante la tramitación del estatuto en las Cortes Españolas el PSPV-PSOE manifestó inicialmente su disposición a modificar el Estatuto que había pactado en las Cortes valencianas. Estas modificaciones eran relativas a la unidad de la lengua catalana (denominación valenciano-catalán, de acuerdo con lo establecido por la Acadèmia Valenciana de la Llengua) y a la barrera electoral del 3% para poder acceder al Parlamento Valenciano, modificaciones que eran pretendidas por los partidos nacionalistas valencianos, ya que la rebaja de la barrera electoral del 5% al 3% permitiría entrar en el parlamento valenciano al Bloc Nacionalista Valencià.
En el texto final del Estatuto aprobado por el Parlamento Español se ha mantenido la denominación Idioma Valenciano, que no aceptan los defensores de la unidad de la lengua catalana, y se ha sacado la cuestión de la barrera electoral, dejando esta en el 5% pero podrá ser modificada por una Ley Valenciana, que necesitará una mayoría cualificada de dos tercios para ser aprobada.
El estatuto no reconoce como Lengua Propia al Castellano, a pesar de que numerosas comarcas de Castellón, Valencia y Alicante tienen como lengua materna el castellano.
El proyecto de reforma del Estatuto de la Comunidad Valenciana fue aprobado en el Congreso de los Diputados por 294 votos a favor (PSOE, PP y CC) y 32 en contra (CiU, ERC, PNV, IU-ICV y el Grupo Mixto)
La reforma del Estatuto fue posteriormente ratificada por el Parlamento Valenciano, ya que una peculiaridad de la reforma del Estatuto de Autonomía de la Comunidad Valenciana es que una vez tramitado y aprobado en las Cortes Españolas, debe volver a las Cortes Valencianas para ser aprobado finalmente, por si se hubieran introducido modificaciones no deseadas por las Cortes Valencianas. En cambio, no hubo referéndum para su aprobación, como en el caso de los estatutos de las comunidades autónomas que optaron por la vía rápida.
Posteriormente, el Estatuto fue firmado por el rey Juan Carlos el 10 de abril de 2006 y entró en vigor el 11 de abril con su publicación en el Boletín Oficial del Estado (el BOE) y en el Diario Oficial de la Generalidad Valenciana (DOGV).